# 陳重文
陳重文（1977年9月24日—），中華民國政治人物，中國國民黨籍，臺北市北投區出身，現任臺北市議會議員，曾擔任臺北市立大學兼任助理教授、華夏科技大學兼任講師。

## 從政生涯
曾任臺北市議會國民黨團書記長、中國國民黨青年中常委。

## 作品
- 台灣太祖拳三戰基本教程

## 爭議

### 貪汙
2024年3月14日，臺灣臺北地方檢察署接獲檢舉指揮廉政署兵分26路搜索，並約談陳重文等人到案，訊後聲押陳重文，臺灣臺北地方法院認為無羈押必要，裁定新台幣200萬元交保。臺灣臺北地方檢察署提起抗告，經臺灣高等法院撤銷交保裁定並發回。檢警續於其住所及議會辦公室進行搜索，案經複訊後，臺灣臺北地方法院於3月21日裁定羈押禁見送往臺北看守所，5月間裁定延長羈押2月。
7月19日，臺灣臺北地方檢察署起訴陳重文依違反公司法資本不實、刑法行使偽造私文書、使公務員登載不實、業務侵占罪、行使業務登載不實文書及違反商業會計法等罪，移交臺灣臺北地方法院遭裁定羈押禁見，延長3月到10月19日。2024年10月1日，臺灣臺北地方法院認為無羈押必要，裁定新台幣800萬元交保。
台北地方法院在同年12月以貪汙圖利等罪判處陳重文9年有期徒刑，可上訴。

### 涉嫌賄選
陳重文疑似在台北市北投區農會理事長選舉中賄選，在2025年5月被士林地檢署搜索、約談並以新台幣20萬元交保。

## 選舉紀錄
| 年度 | 選舉屆數               | 選舉區           | 所屬政黨   | 得票數 | 得票率 | 當選標記 | 備註 |
| ---- | ---------------------- | ---------------- | ---------- | ------ | ------ | -------- | ---- |
| 2014 | 第十二屆臺北市議員選舉 | 臺北市第一選舉區 | 中國國民黨 | 13,299 | 4.35%  |          |      |
| 2018 | 第十三屆臺北市議員選舉 | 臺北市第一選舉區 | 中國國民黨 | 14,954 | 5.34%  |          |      |
| 2022 | 第十四屆臺北市議員選舉 | 臺北市第一選舉區 | 中國國民黨 | 13,606 | 4.94%  |          |      |

## 外部連結
- 陳重文的Facebook專頁
- YouTube上的陳重文頻道